# Денсмор, Джеймс
Дже́ймс Де́нсмор (англ. James Densmore; 3 февраля 1820, штат Нью-Йорк — 16 сентября 1889) — финансировал создание и продвигал первую печатную машинку. Впоследствии на патентных отчислениях его семья получила 1,5 миллиона долларов. Также был известен как нефтяник, журналист и политический деятель.